# 布罗库尔
布罗库尔（法語：Brocourt，法語發音：[bʁɔkuʁ]）是法国上法蘭西大區索姆省的一个市镇，属于亚眠区。

## 地理
布罗库尔（49°51'11"N, 1°49'20"E）面积2.41 平方千米，位于法国上法蘭西大區索姆省，该省份为法国北部沿海省份，北起加来海峡省和北部省，西接滨海塞纳省和大西洋英吉利海峡，南至瓦兹省，东临埃纳省。
与布罗库尔接壤的市镇（或旧市镇、城区）包括：拉弗雷吉蒙圣马丹、利约梅尔、维莱康普萨尔。

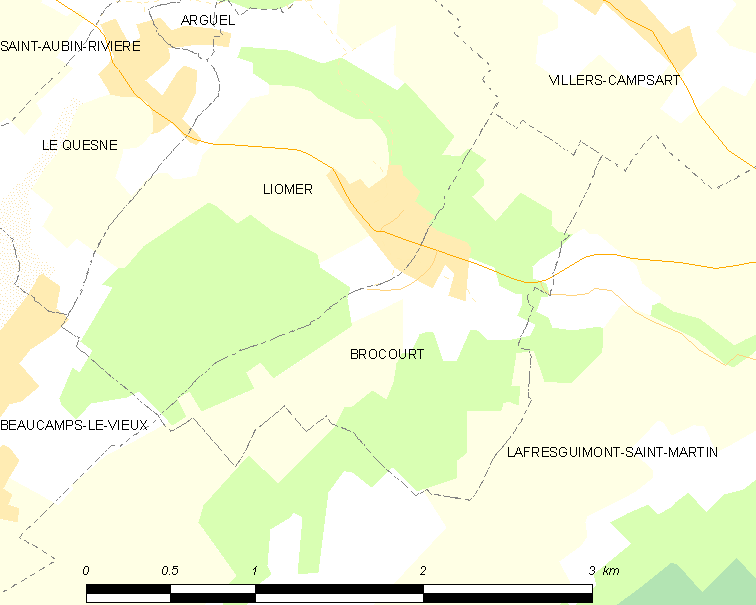
布罗库尔的OSM定位图

布罗库尔的时区为UTC+01:00、UTC+02:00（夏令时）。

## 行政
布罗库尔的邮政编码为80430，INSEE市镇编码为80143。

## 政治
布罗库尔所属的省级选区为皮卡第地区普瓦县。

## 人口

1962-2008年间布罗库尔人口变化图示

布罗库尔于2022年1月1日时的人口数量为108人。